# Carl Gustaf Cederlund
Carl Gustaf Cederlund, född 14 december 1805 i Kungsholms församling, Stockholm, död 4 januari 1884 i S:t Johannes församling, Stockholm, var en svensk orgelbyggare och instrumentmakare i Stockholm. Han samarbetade på 1850-talet med organisten och orgelbyggaren Jonas Wengström i Ovanåker. Cederlund fick burkskap 8 januari 1850. Han var även korsångare mellan 1828 och 1848 på Kungliga Dramatiska Teatern i Stockholm.
Cederlund byggde mindre orglar i Mellansverige.

## Biografi
Cederlund föddes 14 december 1805 i Kungsholms församling, Stockholm. Han var son till svarvaren Carl Fredrik Cederlund (född 1764) och Elisabeth Thunholm.
1828 började Cederlund arbeta som korsångare. 1832 flyttade han till kvarteret Österbotten 8 i Jakob och Johannes församling. 1839 flyttade Cederlund till kvarteret Torviggen i Jakob och Johannes församling, Stockholm. 1843 flyttade de till kvarteret Ugglehuvudet i Klara församling, Stockholm. 1846 flyttade de till kvarteret Duvan i samma församling. 1847 flyttade de till kvarteret Lappen 1 i Klara församling, Stockholm. Omkring 1849 slutade Cederlund som korsångare och började arbeta som musikinstrumentmakare. 1852 flyttade de till kvarteret Gösen i samma församling. 1853 flyttade de till kvarteret Höga Loft i Maria Magdalena församling.
1865 flyttade familjen till Tappström i Ekerö. 1867 flyttade familjen till kvareret Jungfrun i Hedvig Eleonora församling, Stockholm. 1868 flyttade familjen till kvarteret Riddaren i samma församling. 1874 flyttade Cederlund till Damtorp i Solna.

### Familj
Cederlund gifte sig första gången november 1828 med Bothilda Josefsson (1795–1862). Cederlund gifte sig andra gången 11 april 1863 med Clara Gustafva Setterberg (1831–1873). De fick tillsammans barnen Carl Fredric (född 1863) och Gustaf Rudolf (född 1866).

## Lista över orglar
| År   | Ursprunglig kyrka       | Stift      | Bild | Manualer | Pedal   | Stämmor | Bevarad orgel/fasad | Övrigt |
| ---- | ----------------------- | ---------- | ---- | -------- | ------- | ------- | ------------------- | --- |
| 1853 | Dalarö kyrka            | Stockholms |      |          |         | 5       | Nej/Nej             | En ny orgel byggdes 1904 av Åkerman & Lund, Stockholm. |
| 1853 | Boo kapell              | Stockholms |      |          |         |         | Nej/Ja              | En ny orgel byggdes 1893 av Anders Victor Lundahl, Stockholm. |
| 1854 | Ransbergs kyrka         | Skara      |      |          |         | 4       | Nej/Ja              | En ny orgel byggdes 1921 av Nordfors & Co, Lidköping. |
| 1854 | Hellvi kyrka            | Visby      |      |          |         | 4       | Nej/Nej             | En ny orgel byggdes 1956 av Lindegrens Orgelbyggeri AB, Göteborg. |
| 1854 | Mölltorps kyrka         |            |      |          |         |         |                     | Eventuellt byggd av Sedström 1857. |
| 1855 | Lerbo kyrka             | Strängnäs  |      |          |         | 6       | Nej/Ja              | En ny orgel byggdes 1929 av Alfred Fehrling, Stockholm. |
| 1855 | Malsta kyrka            | Uppsala    |      | 1        | Bihängd | 4       | Ja/Ja               | 1892 monterades orgeln ner. 1912 sattes orgeln upp i Frötuna missionshus. Orgeln monterades ner där och togs omhand av Erik Engberg, Trödjefjärden.                                |
| 1855 | Husby-Sjuhundra kyrka   | Uppsala    |      | 1        | Bihängd | 8       | Nej/Ja              | En ny orgel byggdes 1903 av Thorsell & Erikson, Göteborg. |
| 1856 | Färentuna kyrka         | Stockholms |      |          |         | 9       | Nej/Ja              | Orgeln byggdes om 1928 av Carl Rickard Löfvander, Lövstabruk och hade efter ombyggnationen samma antal stämmor. En ny orgel byggdes 1965 av Grönlunds Orgelbyggeri AB, Gammelstad. |
| 1858 | Garde kyrka             | Visby      |      |          |         | 5       | ?                   | En ny orgel byggdes 1964 av A. Magnussons Orgelbyggeri, Göteborg. Orgeln står nu i Frimurarlogen, Visby.                                                                           |
| 1861 | Närs kyrka              | Visby      |      |          |         | 5       | Nej/Nej             | En ny orgel byggdes 1931 av Åkerman & Lund, Stockholm. |
| 1861 | Östra Eneby kyrka       | Linköpings |      |          |         | 6 1/2   | Nej/Nej             | En ny orgel byggdes 1897 av Åkerman & Lund, Stockholm. |
| 1865 | Hammarby kyrka, Uppland | Stockholms |      |          |         | 6       | Nej/Nej             | Uppsättning av äldre orgelverk. En ny orgel byggdes 1936 av E A Setterquist & Son, Örebro.                                                                                         |

## Medarbetare
- 1850 - Nils Linus Alin (född 1837). Han var lärling hos Cederlund.
- 1851–1852 - Emanuel Carlström (född 1827). Han var lärling hos Cederlund.
- 1851–1852 - Johan Oscar Olsson (född 1823). Han var lärling hos Cederlund.
- 1855–1856 - Ferdinand Eriksson (född 1835). Han var gesäll hos Cederlund.